# EVJF Party
Pour plus de détails, voir Fiche technique et Distribution.
EVJF Party (Best Night Ever) est un film américain en found footage réalisé par Jason Friedberg et Aaron Seltzer, sorti en 2013.

## Synopsis
Quatre jeunes filles participent à un enterrement de vie de jeune fille à Las Vegas.

## Fiche technique
- Titre : EVJF Party
- Titre original : Best Night Ever
- Réalisation : Jason Friedberg et Aaron Seltzer
- Scénario : Jason Friedberg et Aaron Seltzer
- Photographie : Shawn Maurer (en)
- Montage : Peck Prior
- Production : Jason Blum, Jason Friedberg, Peter Safran et Aaron Seltzer
- Société de production : Blumhouse Productions
- Société de distribution : Magnet Releasing (États-Unis)
- Pays :  États-Unis
- Genre : Comédie
- Durée : 90 minutes
- Dates de sortie : 
  - États-Unis : 26 décembre 2013

## Distribution
- Desiree Hall : Claire
- Eddie Ritchard : Zoe
- Samantha Colburn : Leslie
- Crista Flanagan (en) : Janet Simmons
- Andy Favreau : Rick
- Nick Steele : Trevor
- Lynette DuPree : Linda
- Amin Joseph : Marcus

## Accueil
Le film a reçu un accueil très défavorable de la critique. Il obtient un score moyen de 17/100 sur Metacritic.